# Gabru
Gabru is een bestuurslaag in het regentschap Kediri van de provincie Oost-Java, Indonesië. Gabru telt 2021 inwoners (volkstelling 2010).